# لاري هوبكينز
لاري هوبكينز هو لاعب هوكي الجليد كندي، ولد في 17 مارس 1954 في أوشاوا في كندا.

## وصلات خارجية
- لاري هوبكينز على موقع دوري الهوكي الوطني (الإنجليزية)
- لاري هوبكينز على موقع قاعة مشاهير الهوكي (لاعب أن.إتش.أل) (الإنجليزية)
- لاري هوبكينز على موقع EliteProspects.com (الإنجليزية)
- لاري هوبكينز على موقع HockeyDB.com (الإنجليزية)
- لاري هوبكينز على موقع Hockey-Reference.com (الإنجليزية)